# Cryptopimpla buareoleta
Cryptopimpla buareoleta là một loài tò vò trong họ Ichneumonidae.